# Hotel Ground Zero
Hotel Ground Zero (под названием The 9/11 Hotel в Великобритании) — американский телевизионный документальный фильм , премьера которого состоялась 11 сентября 2009 года на канале History Channel в ознаменование восьмой годовщины терактов 11 сентября.

## Содержание
В программе представлена затененная история Всемирного торгового центра Marriott (3 WTC) в день терактов, в результате которых он был разрушен из-за обрушения прилегающей Южной башни, а затем и Северной башни , рассказанная людьми, сбежавшими из отеля.
Документальный фильм включал историю Ли Гилмор, женщины-инвалида, которая пользовалась инвалидной коляской и застряла в своей комнате на 5-м этаже со своей матерью Фэй. Арнульфо Понсе, главный инженер здания, вспомнил о Гилмор, которая позвонила ему 10-го числа по поводу сломанного поручня в ее душе. Затем Понсе послал своего коллегу Грегори Фредерика, чтобы вытащить двух женщин из их комнаты. Гилмор продолжила выступать за осведомленность о рассеянном склерозе и лучшую готовность к эвакуации людей с ограниченными возможностями в чрезвычайных ситуациях. После премьеры Hotel Ground Zero четверо узнали, что друг друга все еще живы, и воссоединились.